# Leonardo Brescia

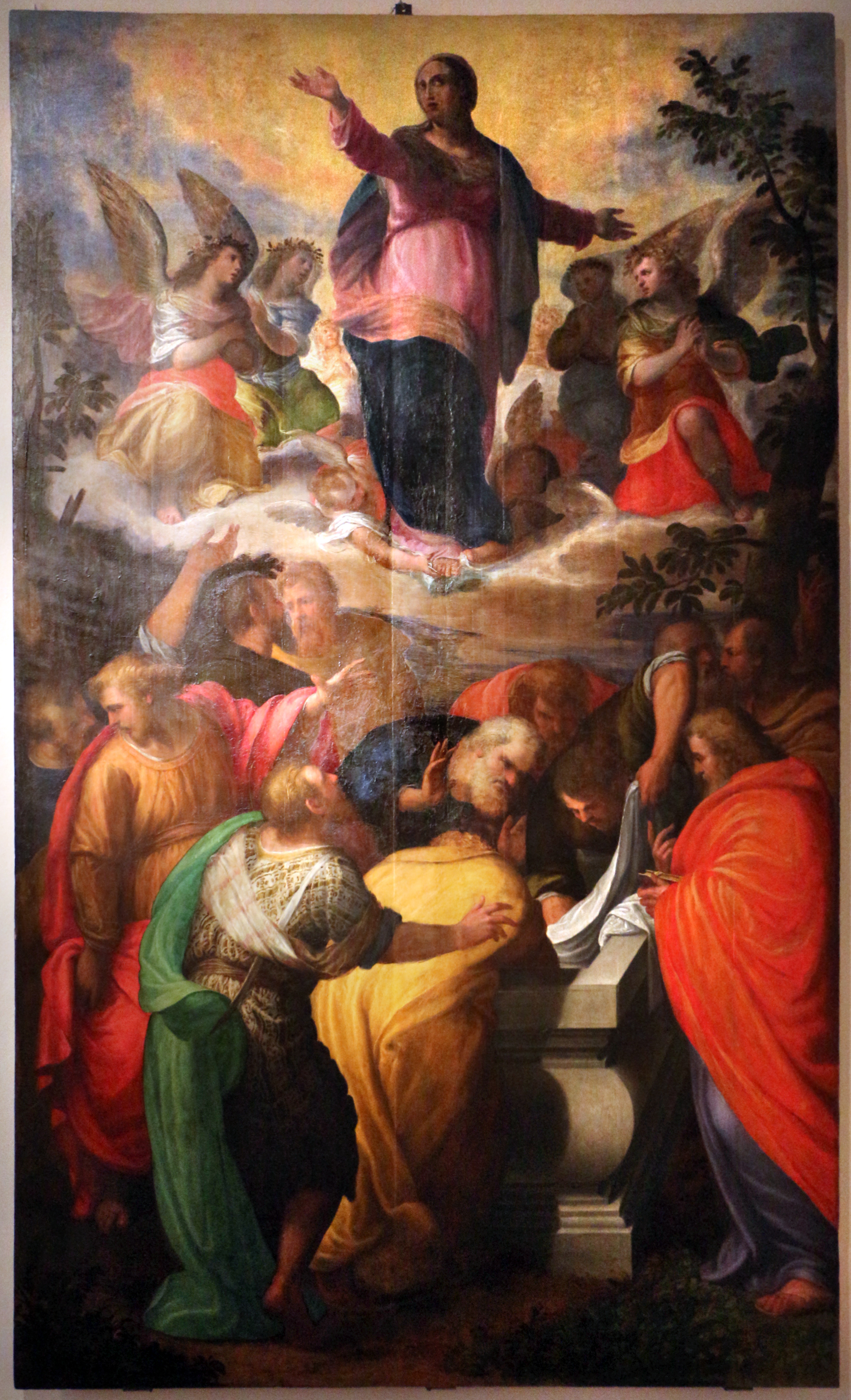
Assunzione della vergine

Leonardo Brescia (Ferrara, 1520 – 1582) è stato un pittore italiano.

## Biografia
Fu attivo principalmente a Ferrara, e collaborò con Bastianino. Dipinse un'Assunzione della Vergine per la chiesa del Gesù, un'Annunciazione per la chiesa della Madonna del Buon Amore e una Resurrezione per chiesa di Santa Monica. Dipinse anche la Vergine Maria per la chiesa del Gesù.